# Resident Evil Code: Veronica
Resident Evil Code: Veronica (укр. Оселя Зла Код: Вероніка, яп. バイオ ハザード) — відеогра жанру survival horror, четверта частина серії Resident Evil, випущена 2000 року. Також є першою грою серії, створеної для шостого покоління ігрових приставок і першою частиною основної серії, яка була виконана повністю в тривимірній графіці.
Покращена версія гри під назвою яп. 完全 版 була випущена для Dreamcast (2001, тільки в Японії), PlayStation 2 (2001) та Nintendo GameCube (2003). Ця версія містила різні оновлення, нові заставки і невеликі зміни у графіці.
Після подій в Раккун-Сіті Клер продовжує пошуки свого зниклого брата Кріса. Вона виходить на філію корпорації Umbrella у Франції, але в спробах проникнути туди потрапляє до в'язниці на острові. Через атаку невідомих на острові стається витік вірусу штамму Т-Вероніка, перетворюючи його жителів на чудовиськ. Клер, користуючись цим, тікає і зустірчає в'язня Стіва Бернсайда, з яким об'єднує сили, щоб вибратися з острова і викрити злочини Umbrella.

## Ігровий процес
Code: Veronica вперше в серії Resident Evil застосовувала повністю тривимірну графіку, тоді як попередні ігри мали плоскі фони. Завдяки цьому камера огляду може переміщуватися, показуючи події з різних ракурсів. Два види зброї отримали переспективу від першої особи при прицілюванні, а після проходження основного сценарію можна відкрити режим Battle Game, де від першої особи відбувається вся гра.
Від Resident Evil 3: Nemesis гра перейняла вибухонебезпечні об'єкти на рівнях, різкий розворот на 180 градусів, але можливість ухилятися від ворогів було скасовано. В Code: Veronica існує унікальна можливість одночасно стріляти з обох рук у дві різні цілі. З'явилася пропозиція продовжити гру, якщо персонаж загинув, повернувшись на початок поточної місцевості. Предмети, що не поміщаються до інвентаря, в цій грі автоматично застосовуються при взятті. Вороги отримали здатність переслідувати персонажа в наступних приміщеннях. У вікні інвентаря додалася нова інформація про героя.
Сюжет у Code: Veronica має двох протагоністів: Клер Редфілд і її брата Кріса. Але при цьому гра за них відбувається почергово. Як і в попередніх частинах Resident Evil, після проходження основного сценарію стають доступними доти приховані режими гри. В Battle Game гравцеві належить винищити всіх ворогів на кількох локаціях і перемогти боса. Набір локацій тут різний, залежно від персонажа.

## Сюжет
Після подій Resident Evil 2 Клер Редфілд врятувалася з Раккун-Сіті та дізнається, що її брат Кріс побував у Франції, спостерігаючи за тамтешнім філіалом Umbrella. Вона іде слідом, проникає в будівлю корпорації в Парижі, але натрапляє на охорону. Попри набуті навички, їй не вдається довго протистояти, Клер захоплюють в полон і відвозять на військову базу, розміщену на віддаленому острові Рокфорт.
Згодом настає 17 грудня 1998 року, охоронець тюремного блоку на Родріго Хуан Раваль відкриває двері камери Клер і повідомляє, що вона вільна. Невідомі бійці атакували острів, спричинивши на місцевій базі витік Т-вірусу і масове зараження людей. Тож в'язнів немає сенсу утримувати — скоро всі вони помруть, як і рештки тюремної охрони. Клер відшукує комп'ютер, з якого шле на e-mail Леона лист з проханням розповісти Крісу куди вона потрапила. Намагаючись знайти спосіб вибратися з острова, Клер знайомиться з іншим ув'язненим, молодим Стівом Бернсайдом, але той бажає діяти самостійно. Борючись із зараженими, їм вдається вийти за межі в'язниці та дістатися до військової бази. Там перебуває командувач Альфред Ешфорд, власник баз Umbrella на острові та в Антарктиці. Думаючи, що в нападі невідомих винна Клер, Ешфорд прагне вбити її, для чого випускає побічні результати створення істот класу Тиран. На допомогу приходить Стів Бернсайд, разом вони знищують зомбі, серед яких Стів впізнає свого батька, однак мусть вбити його.
Зрештою Клер і Стів пробиваються до схованого літака. Щоб підняти його в повітря, їм доводиться шукати деталі, в ході чаого Клер стикається зі вцілілим Альбертом Вескером. Цей колишній начальник Кріса, що зрадив загін S.T.A.R.S. задля випробування ефективності Т-вірусу, як виявляється, інсценізував свою смерть і тепер працює на організацію HCF. Саме він привів війська на острів з метою захопити особливий штамм Т-Вероніка, створений 15 років тому сестрою Ешфорда Алексією. Їхні шляхи розходяться, Клер повертається до в'язниці у своїх пошуках, де виявляє лікарню з доказами тортур і страт людей, які служили матеріалом для досліджень Umbrella. Пізніше вона виявляє особняк Альфреда Ешфорда, котрий збожеволів і переодягається в свою сестру. Ешфорд запускає самознищення будівлі й тікає, добувши нарешті потрібні деталі. На заваді стає Тиран, але програє бій. Літак з Клер і Стівом відлітає до того, як острів накриває вибухом, та Альфред також встиг відлетіти на власному літаку. Він дистанційно активує автопілот, спрямовуючи Клер зі Стівом до берегів Антарктики, на іншу базу корпорації.
Герої застають базу наповненою зомбі та знаходять відомості про Алексію і Альфреда. Обох було створено з використанням вірусу Прародитель і геному Вероніки — предка роду Ешфордів. Алексія з Альфредом не вибачили цього батькові і випробували вірус на ньому, перетворивши його на потвору Носферату і замкнувши на базі. Пізніше Алексія, працюючи на Umbrella, розробила вірус Т-Вероніка, ввела його собі та лишилася в комі на 15 років, саме стільки триває інкубаційний період вірусу. Альфред випускає Носферату, Клер зі Стівом тікають на всюдиході, але змушені вступити в бій з чудовиськом. Їм вдається здолати Носферату і Ешфорда. Той, помираючи, пробуджує свою сестру і гине в неї на руках. Ставши чудовиськом, Алексія наздоганяє всюдихід.
Події переносяться на острів Рокфорт, куди Кріс прибуває після отримання листа Клер. Від охоронця Раваля він дізнається, що його сестра давно покинула острів. Кріс зустрічається з Вескером, який думає вбити його, демонструючи зараженість Т-вірусом, який наділив лиходія надлюськими силою і швидкістю. Саме завдяки вірусу йому і вдалося вижити в подіях Resident Evil. Проте коли на екрані поруч виникає Алексія, Вескер спішить в Антарктику, відкладаючи вбивство Кріса. Взявши ще один схований літак, Кріс летить за ним.
Кріс відбуває до Антарктики і там на замерзлій базі бореться з потворами. Він розшукує особняк, в якому знаходить Клер, захоплену Алексією. Звільнившись з його допомогою, Клер вирушає на пошуки Стіва. Вескер сподівається вмовити Алексію добровільно дати йому зразок її штамму, та справа завершується бійкою. Вескер відступає, провокуючи Кріса боротися замість себе. Клер же дістається до Стіва, котрому Алексія встигла ввести вірус Т-Вероніка. Це перетворює його на потвору, котра намагається вбити Клер. Проте коли Алексія пробує вразити дівчину своїми щупальцями, в Стіві пробуджується людська сутність. Він захищає її, та при цьому гине сам. В останні миті він повертається в людську форму і говорить, що кохав Клер.
Попри сподівання Вескера, Крісу вдається активувати систему самознищення, ввівши код «Вероніка», що аварійно відкриває всі двері на базі. Переслідуваний Алексією, Кріс біжить до аварійного ліфта і встигає помітити Вескера, який заволодів-таки зразком Т-Вероніки. Кріс Добиває Алексію, яка набула комахоподібного вигляду, після чого Вескер бере Клер в заручниці, щоб змусити його вийти на двобій. Той приймає виклик, та не взмозі протистояти лиходієві. Натомість він перемагає кмітливістю, скидаючи на противника балки і цим знерухомлюючи. Вибух поглинає базу, Вескер, регочучи, обіцяє завершити бій іншим разом, а Кріс встигає добігти до літака. Разом з Клер він в останню мить відлітає та клянеться покласти край проявам Т-вірусу раз і назавжди.